# Pyrausta neocespitalis
Pyrausta neocespitalis is een vlinder van de familie van de grasmotten (Crambidae). De wetenschappelijke naam van deze soort is voor het eerst voorgesteld door Hiroshi Inoue in een publicatie uit 1982.
De soort komt voor in Japan.